# Faux-cuivré berbère
Cigaritis zohra
Espèce
Le Faux-cuivré berbère (Cigaritis zohra) est une espèce de lépidoptères (papillons) de la famille des Lycaenidae, de la sous-famille des Aphnaeinae, du genre Cigaritis.

## Dénomination
Cigaritis zohra nommé par Hugues-Fleury Donzel (en) en 1847.

### Noms vernaculaires
Le Faux-cuivré berbère se nomme Donzel's Silver-line en anglais.

### Sous-espèces
- Cigaritis zohra zohra présent en Algérie.
- Cigaritis zohra delacrei
- Cigaritis zohra monticola Riley, 1925 ; ou Cigaritis monticola le Cuivré marocain élevé au rang d'espèce, présent au Maroc à Tizi-Taghzeft, au Moyen Atlas[1].

## Description
Le Faux-cuivré berbère est un petit papillon à queues courtes présentant un dessus orange vif orné de macules foncées formant des dessins variables.
Le verso présente des dessins marron sur un fond orange aux antérieures et blanc aux postérieures.

## Biologie
La chenille est soignée par des fourmis dont Crematogaster laestrygon.

### Période de vol et hivernation
Il vole en une générations entre avril et juin.

### Plantes hôtes
Sa plante hôte est Coronilla minima.

## Écologie et distribution
Il est présent dans l'ouest et le centre de l'Algérie et au Maroc.

### Biotope
Il réside sur les pentes herbues.

### Protection
Pas de statut de protection particulier.